# Odzież

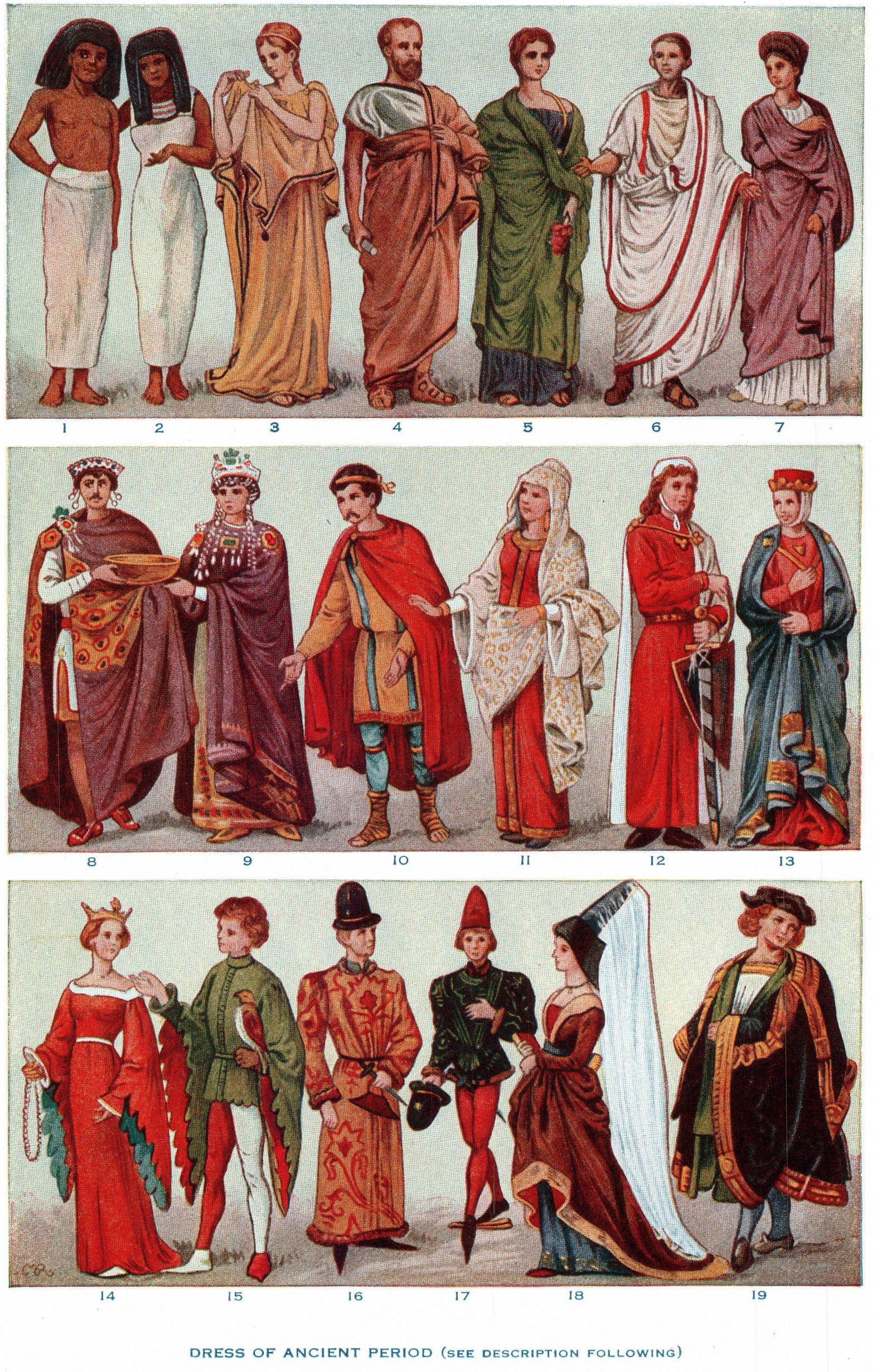
Ubrania w historii, pokazane (od góry) Egipcjan, starożytnych Greków, Rzymian, Bizantyjczyków, Franków i Europejczyków od XIII do XV wieku

Odzież, ubranie, strój – sposób na okrycie ludzkiego ciała. Noszenie odzieży jest przeważnie zarezerwowane dla ludzi i jest cechą wszystkich ludzkich społeczeństw. Ilość i rodzaj noszonej odzieży zależy od płci, typu ciała, sytuacji społecznej i geograficznej. Odzież produkowana jest z różnych materiałów naturalnych jak jedwab, len, agawa, bawełna, wełna, skóra lub syntetycznych akryl, jedwab sztuczny, bistor i inne.
Odzież służy wielu celom: może służyć jako ochrona przed wpływem czynników atmosferycznych, szorstkich powierzchni, roślin powodujących wysypkę, ukąszeń owadów, drzazg, kolców i ukłuć, stanowiąc barierę pomiędzy skórą a środowiskiem. Odzież może izolować przed zimnem lub gorącem, a także może stanowić barierę higieniczną, utrzymując materiały zakaźne i toksyczne z dala od ciała. Odzież zapewnia również ochronę przed promieniowaniem ultrafioletowym.
Noszenie odzieży jest również normą społeczną, a bycie pozbawionym odzieży na oczach innych może być zawstydzające. Nienoszenie odzieży w miejscach publicznych w taki sposób, aby widoczne były genitalia, piersi lub pośladki, może być uważane za nieprzyzwoitą ekspozycję (por. streaking).

## Historia odzieży

### Początki
Za pomocą badań empirycznych, takich jak datowanie kościanych narzędzi oraz osadów, z których je wydobyto, można oszacować, kiedy odzież została po raz pierwszy wprowadzona do użytku. Zespół naukowców, pod kierunkiem paleontolożki dr Emily Hallett z Instytutu Maxa Plancka w Niemczech, przebadał blisko 12 tys. fragmentów kości pochodzących z marokańskiej jaskini Contrebandiers na wybrzeżu Maroka (Afryka północno-zachodnia). Ten ciekawy trop doprowadził do odkrycia wskazującego, że narzędzia kościane mogły powstać w okresie między 120 tys. a 90 tys. lat p.n.e. Ludzie używali narzędzi z kości do przygotowania skóry i futer, które prawdopodobnie były używane jako odzież. To sugeruje, że ludzie w Afryce mogli wytwarzać i nosić ubrania o wiele wcześniej, niż przed 70 tys. lat p.n.e., jak sądzono dotychczas.
Według archeologów i antropologów najwcześniejsze ubrania prawdopodobnie składały się z futer zwierząt, skóry, liści, trawy, roślin, które były owinięte wokół własnego ciała. Archeolodzy odkryli w wykopaliskach, igły do szycia z kości i kości słoniowej z około 30 000 lat p.n.e., znalezione w pobliżu Kostenki w Rosji. Barwione włókna lniane, które mogły być użyte w ubraniach, znaleziono w prehistorycznej jaskini w Republice Gruzji, sięgają 36 000 lat p.n.e.
Odzież początkowo nie pełniła raczej funkcji ocieplającej, na co wskazują badania jego funkcji u wielu plemion tradycyjnych. Zanim człowiek zakrył po raz pierwszy strefę genitalną, nie miała ona też w najmniejszym stopniu, charakteru intymnego, wstydliwego.
Pewną koncepcję wyjaśniającą genezę ubioru zaproponował Jerzy A. Kowalski. Wedle niej chodziło początkowo o zamaskowanie widoku cyklicznych miesięcznych krwawień u kobiet przed wzrokiem współplemieńców. Okres miesiączkowania jest traktowany do dzisiaj przez społeczności tradycyjne w szczególny sposób, jako okres swoistej „nieczystości” kobiet, magicznego zagrożenia dla grupy, a u niektórych ludów wymagane jest nawet odosobnienie miesiączkujących kobiet. Przepaski biodrowe miały zatem początkowo za zadanie tylko zamaskować menstruację, ukryć jej detale. Były pierwowzorem naszych dzisiejszych podpasek, a zarazem – ubioru jako takiego. Z biegiem czasu nałożył się na zwyczaj używania tej zasłony wtórny proces oparty na psychologicznym mechanizmie kontrastu w spostrzeganiu. W wyniku tego procesu wytworzyły się nieznane wcześniej przeciwstawne pojęcia: ciała nagiego i ciała ubranego, strefy intymnej i strefy publicznie dostępnej, poczucie przyzwoitości oraz poczucie nieprzyzwoitości, czyli wstydu.

## Aspekty kulturowe
Stosowana odzież może być odbierana jako forma komunikatu niewerbalnego. Odzież (lub jej elementy) może być formą demonstrowania swoich poglądów, bądź przynależności do określonych grup (czarne koszule Milicji faszystowskiej z pierwszej połowy XX wieku, stroje subkultur, pomarańczowe fragmenty odzieży jako symbole solidarności z uczestnikami pomarańczowej rewolucji na Ukrainie). Właściwy ubiór jest także kluczową kwestią w marketingu gospodarczym i politycznym. Podczas tworzenia reklam i przygotowywania wystąpień publicznych, kolorystyka i forma odzieży są jednymi z głównych zagadnień do omówienia przez sztab specjalistów.

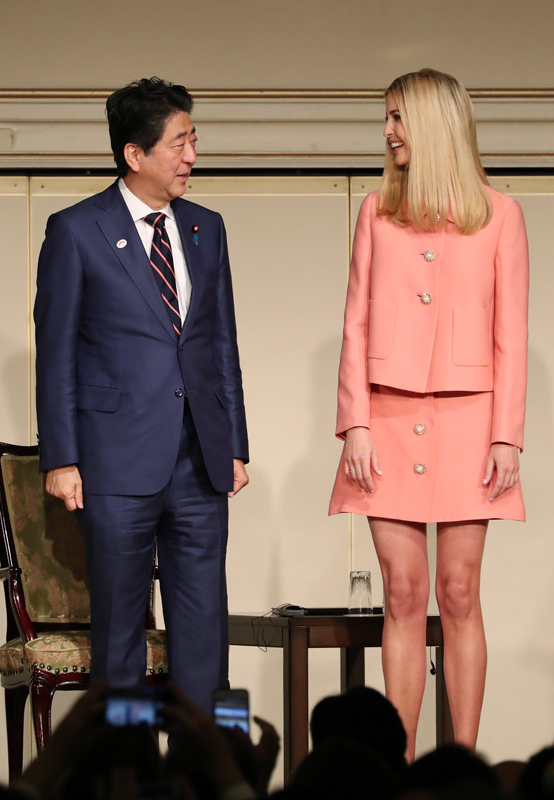
Doradca prezydenta USA i bizneswoman Ivanka Trump (po prawej) wraz z japońskim premierem Shinzō Abe w garniturach biznesowych w stylu zachodnim zgodnie z ich płcią, 2017.

### Różnicowanie ze względu na płeć
W większości kultur, zróżnicowanie ubrań ze względu na płeć jest uznawane za uzasadnione. Różnice dotyczą stylów, kolorystyki, rodzajów tkanin i innych.
W społeczeństwach zachodnich spódnice, sukienki i buty na wysokim obcasie są zazwyczaj postrzegane jako odzież damska, podczas gdy krawaty są zazwyczaj postrzegane jako męskie ubranie. Spodnie były kiedyś postrzegane jako odzież wyłącznie męska, ale obecnie mogą być noszone przez obie płcie.
Odzież przeznaczona do noszenia przez każdą z płci nazywana jest odzieżą unisex. Ubrania unisex, takie jak T-shirty, są zazwyczaj prostsze, aby pasowały do szerszej gamy ciał. Większość ubrań unisex pojawiła się jako odzież męska, ale niektóre wyroby, takie jak fedora, były pierwotnie noszone przez kobiety.

### Status społeczny
W niektórych społeczeństwach odzież może być używana do wskazania rangi lub statusu. W starożytnym Rzymie, na przykład, tylko senatorowie mogli nosić ubrania barwione purpurą tyryjską. W tradycyjnym społeczeństwie hawajskim tylko wysokiej rangi wodzowie mogli nosić peleryny z piór i palaoa lub rzeźbione zęby wielorybów. W Chinach, przed ustanowieniem republiki, tylko cesarz mógł nosić żółte ubrania.

### Rola społeczna
Odzież może również stanowić oznakę pełnionej roli społecznej – np. jako uniform policjanta, lekarza, strażaka, żołnierza itp., sutanna księdza, bądź szkolny mundurek ucznia.

### Religie
Elementy odzieży mogą też być powiązane z wyznaniem osoby ją stosującej (np. turbany u Sikhów). Religie mogą też ograniczać swobodę w wyborze ubioru – np. w islamie skromny ubiór (hidżab) obowiązuje obie płci. Bardziej restrykcyjne są jednak zasady kobiecej skromności – jedynie twarz i dłonie mogą być widoczne; niektóre muzułmanki noszą burkę – zasłonę okrywającą całe ciało, z otworami na oczy.

## Aspekty polityczne

### Warunki pracy w przemyśle odzieżowym

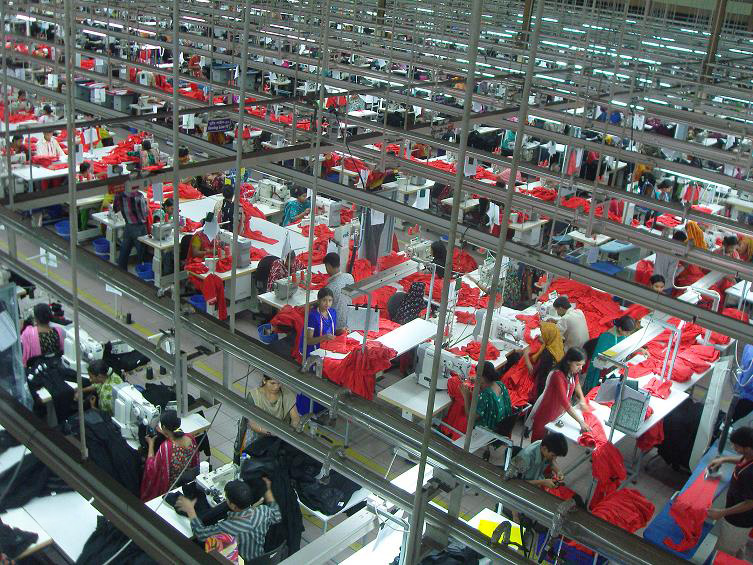
Fabryka odzieży w Bangladeszu.

Chociaż mechanizacja przeobraziła większość aspektów światowego przemysłu w połowie XX wieku, pracownicy przemysłu odzieżowego nadal pracują w trudnych warunkach, wymagających monotonnej pracy fizycznej. Masowo produkowana odzież jest często wytwarzana w zakładach, które wyzyskują tanią siłę roboczą (ang. sweatshop). Charakteryzują je długie godziny pracy, niska pensja i brak przedstawicielstwa pracowników. Choć większość przykładów takich warunków można znaleźć w krajach rozwijających się, odzież produkowana w krajach rozwiniętych może być również produkowana w podobny sposób.

### Futro
Użycie futra zwierzęcego w odzieży datuje się na czasy prehistoryczne. Obecnie jest ono w krajach rozwiniętych kojarzone z drogimi, markowymi ubraniami, chociaż futro jest nadal używane przez rdzennych mieszkańców stref arktycznych i wyższych wzniesień dla jego ciepła i ochrony. Niegdyś nie budzące kontrowersji, ostatnio stało się przedmiotem kampanii z tego powodu, że działacze uważają je za okrutne i niepotrzebne. PETA, wraz z innymi grupami zajmującymi się prawami zwierząt i wyzwoleniem zwierząt, zwróciły uwagę na farmy futrzarskie i inne praktyki, które uważają za okrutne.